# Kotzenhof (Oberviechtach)
Kotzenhof ist ein Ortsteil der Stadt Oberviechtach im Oberpfälzer Landkreis Schwandorf in Bayern.

## Geographische Lage
Kotzenhof bezeichnet drei Gebäude, die verstreut über die Hochfläche liegen,
die sich zwischen Wildeppenried und dem 1,5 km südöstlich davon liegenden
Gartenried erstreckt.

## Geschichte
Kotzenhof existierte bereits Anfang des 17. Jahrhunderts.
Es gehörte zum leuchtenberg-pfälzischen Lehen
und war nach Wildeppenried eingepfarrt.
Zum Stichtag 23. März 1913 (Osterfest) hatte der Ort Kotzenhof 2 Häuser und 14 Einwohner.
Am 31. Dezember 1969 hatte die Gemeinde Wildeppenried 360 Einwohner
und eine Fläche von 851 ha.
Zu ihr gehörten
Wildeppenried (44 Häuser),
Pirkhof (17 Häuser),
Lukahammer (7 Häuser),
Gartenried (8 Häuser),
Kotzenhof (2 Häuser) und
Schieberberg (1 Haus).
Am 31. Dezember 1990 hatte der Ort Kotzenhof 2 Einwohner
und gehörte zur Expositur Wildeppenried.